# Kaylee McKeown
Kaylee Rochelle McKeown (født 12. juli 2001) er en australsk svømmer.
I 2021 repræsenterede hun Australien under sommer-OL 2020 i Tokyo og tog fire medaljer - tre guld og en bronze. Hun vandt individuelt guld i 100 m og 200 m ryg og guld med stafetholdet i 4 × 100 m medley. Desuden vandt McKeown bronze med stafetholdet i 4 × 100 m medley mixed.